# Segundo Goicoechea
Segundo Goicoechea, nacido el 18 de febrero de 1946, en la localidad navarra de Alsasua (España), es un ex ciclista profesional entre los años 1972 y 1974, durante los que logró una única victoria.
Únicamente disputó una gran vuelta, la Vuelta ciclista a España 1973 finalizando la misma en el puesto 52º.

## Palmarés
1972
- Zaragoza-Sabiñanigo
- Circuito de la Rua (Orense - G.P. Cuprosan)

## Resultados en Grandes Vueltas y Campeonato del Mundo
Durante su carrera deportiva ha conseguido los siguientes puestos en las Grandes Vueltas y en los Campeonatos del Mundo en carretera:
| Carrera         | 1972 | 1973 | 1974 |
| --------------- | ---- | ---- | ---- |
| Giro de Italia  | -    | -    | -    |
| Tour de Francia | -    | -    | -    |
| Vuelta a España | -    | 52.º | -    |
| Mundial en Ruta | -    | -    | -    |

-: No participa

Ab.: Abandono

## Equipos
- Werner (1972)
- Monteverde (1973)
- Independiente (1974)